# Iddimanngiiu Bianco
Iddimanngiiu Jensen Bianco [ˌitːimaˈŋːiːu ˈjɛnsn̩ ˈbi̯aŋko] (* 1987) ist eine grönländische Politikerin (Inuit Ataqatigiit).

## Leben
Iddimanngiiu Bianco kommt aus Tasiilaq und hat in den Vereinigten Staaten und England Englisch gelernt und an der Universität von Grönland studiert. Sie ist die Tochter des Politikers Harald Bianco (* 1954).
Iddimanngiiu kandidierte bei der Kommunalwahl 2013 für die Inuit Ataqatigiit und wurde in den Rat der Kommuneqarfik Sermersooq gewählt. Im Folgejahr trat sie bei der Parlamentswahl an und erhielt einen Platz im Inatsisartut. Zum 1. Dezember 2017 wurde sie Direktorin der Tourismusorganisation Destination East Greenland und gab dafür ihren Parlamentssitz auf. Weder bei der folgenden Kommunalwahl 2017 noch bei der Parlamentswahl 2018 trat sie wieder an. Im April 2020 wurde sie als Direktorin bei Destination East Greenland abgelöst. Bei der Parlamentswahl 2025 unternahm sie ein Comeback und erreichte den ersten Nachrückerplatz, von wo aus sie ins Inatsisartut einzog. Bei der Kommunalwahl 2025 wurde sie hingegen nicht gewählt.